# Jorge Garcia
Jorge Garcia (* 28. dubna 1973 Omaha, Nebraska) je americký herec, který vešel do povědomí diváků rolí Hectora Lopeze v seriálu Becker, ale největší úspěch získala postava Huga "Hurley" Reyese v seriálu Ztraceni. Garcia se také věnuje takzvané stand-up comedy show (podobné pořadu Na stojáka v produkci HBO).

## Jeho postava v seriálu Ztraceni
Hugo „Hurley“ Reyes je dalším zachráněným z přední části letadla společnosti Oceanic. Hurley je typickým příkladem, že šťastným štěstí přeje a i ostatním ztraceným pomáhá na ostrově zvedat náladu. Má poruchu příjmu potravy, ale podařilo se mu ji překonat díky Libby. Dokonce i po Libbině smrti se snaží dodržovat rady, které mu dala. Ve skupině ztracených je tím rozumným a díky tomu, že používá selský rozum dokáže vyřešit i složité situace. Je synem Davida a Carmen Reyersových.

## Filmografie
| Rok  | Název                     | Role                    | Poznámky            |
| ---- | ------------------------- | ----------------------- | ------------------- |
| 1997 | Raven's Ridge             | Monty                   |                     |
| 1999 | Tomorrow by Midnight      | Jay                     |                     |
| 2000 | King of the Open Mics     | Meatloag                |                     |
| 2002 | The Slow and the Cautious | Teddy                   | krátkometrážní film |
| 2003 | Tales from the Crapper    | Racoon Head             | video-film          |
| 2004 | Náš čas vypršel           | zahradník               | krátkometrážní film |
| 2005 | S lehkým srdcem           | Mt. Rushmore            |                     |
| 2005 | Little Athens             | Pedro                   |                     |
| 2006 | Budiž světlo              | Wallace                 |                     |
| 2007 | Sweetzer                  | Sergio                  |                     |
| 2010 | "Grown ups"               | Kluk v školním autobuse |                     |
| 2011 | Maktub                    | Carlos                  |                     |
| 2014 | Cooties                   | Rick                    |                     |
| 2015 | Dokonalý svědek s.r.o.    | Lurch / Garvey          |                     |
| 2015 | The Healer                | otec Malloy             |                     |
| 2015 | The Ridiculous 6          | Herm                    |                     |
| 2016 | Get a Job                 | Fernando                |                     |
| 2016 | Pes ro(c)ku               | Germur (hlas)           |                     |

| Rok        | Film                                | Role                | Poznámky                                                    |
| ---------- | ----------------------------------- | ------------------- | ----------------------------------------------------------- |
| 2000       | Thornberryovi na cestách            | Ricardo (hlas)      | díl: „Spirited Away“                                        |
| 2001       | Všichni starostovi muži             | taxikář             | díl: „The Arrival“                                          |
| 2003       | Old School                          | Jorge               | televizní film                                              |
| 2003       | Columbo: Columbo má rád noční život | Julius              | televizní film                                              |
| 2003       | Rock Me Baby                        | Vizzy               | díl: „Would I Lie to You?“                                  |
| 2003–04    | Becker                              | Hector Lopez        | 13 dílů                                                     |
| 2004       | Larry, kroť se                      | prodejce drog       | díl: „The Car Pool Lane“                                    |
| 2005       | Higglytown Heroes                   | trenér psů (Voice)  | díl: „Me and My Shadow/Out to Sea“                          |
| 2004–10    | Ztraceni                            | Hugo "Hurley" Reyes | hlavní role, 108 dílů                                       |
| 2010, 2014 | Jak jsem poznal vaši matku          | Steve (The Blitz)   | díl: „Prokleté Díkuvzdání“ a „Gary Blauman“                 |
| 2011       | Mr. Sunshine                        | Bob Bobinson Bobert | 3 díly                                                      |
| 2011       | Hranice nemožného                   | Kevin               | díl: „Os“                                                   |
| 2012       | Alcatraz                            | Dr. Diego Soto      | 13 dílů                                                     |
| 2012       | Phineas a Ferb                      | Rodrigo (hlas)      | díl: „Minor Monogram“                                       |
| 2012–13    | Bylo, nebylo                        | Anton, obr          | díly: „Lacey“, „Drobek“ a „Cesta do Tallahassee“            |
| 2013       | The Ordained                        | Carlos              | televizní film                                              |
| 2013       | Californication                     | prodejce drog       | díly: „Šílení psi a Angličani“ a „Z deště pod rockový okap“ |
| 2013       | Maggie                              | Gaspar              | 2 díly                                                      |
| 2013       | iSteve                              | Steve Wozniak       | internetový film                                            |
| 2013–dosud | Hawaii 5-0                          | Jerry Ortega        | vedlejší role (4. řada); hlavní role (5. řada–dosud)        |
| 2014       | Food Truck                          | Kyle                | televizní film                                              |